# Pierre Henriet
Pour les articles homonymes, voir Henriet.
Pierre Henriet, né le 26 novembre 1991 à Fontenay-le-Comte (Vendée), est un homme politique français.
Élu député dans la 5e circonscription de la Vendée lors des élections législatives de 2017, il est réélu au scrutin de 2022. Il préside l'Office parlementaire d'évaluation des choix scientifiques et technologiques (OPECST) entre 2022 et 2023.

## Éléments personnels
Pierre Henriet, né le 26 novembre 1991, est originaire de Saint-Pierre-le-Vieux, commune dont son père, Christian Henriet, est le maire.
Il est enseignant de mathématiques. Il est titulaire d'un master en philosophie des sciences de l’université de Nantes et a entamé en 2015 un doctorat en épistémologie au Centre atlantique de philosophie. Le titre provisoire de sa thèse est : « De la distinction des nanosciences et des nanotechnologies. Épistémologie de la construction d’une discipline entre ordre et purification».

## Carrière politique

### Débuts
Alors étudiant, il annonce sa candidature isolée pour les élections municipales de 2014 à Saint-Pierre-le-Vieux. Figurant au sein de la liste « Unis pour Saint-Pierre-le-Vieux » conduite par Christian Henriet, son père, il est élu à l’issue du premier tour. Après le scrutin, il devient conseiller municipal chargé de l’action culturelle et du tourisme.

### Député de la Vendée
Après avoir œuvré dans la campagne d’Emmanuel Macron, La République en marche (LREM) l’investit dans la cinquième circonscription de la Vendée dans une première vague d’investitures, le 11 mai 2017, à la suite de l’élection de celui-ci. Au premier tour des élections législatives, il arrive en tête en réunissant 39,13 % des suffrages exprimés. Il s’impose au second tour face à Hugues Fourage (Parti socialiste), député sortant, avec 53,36 % des voix.
Le 19 juin 2022, Pierre Henriet est réélu avec 60,94 % des voix et s'impose face à la candidate du Rassemblement national Isabelle Mangin.
Le 19 juillet 2022, Pierre Henriet est élu président de l'Office parlementaire d'évaluation des choix scientifiques et technologiques (OPECST), succédant à Cédric Villani. Il prend la première vice-présidence du regroupement parlementaire lorsque le sénateur Stéphane Piednoir est nommé président le 23 octobre 2023,.
Le 14 février 2024, Pierre Henriet et son collègue Bertrand Bouyx quittent le groupe Renaissance pour celui d’Horizons à l’Assemblée nationale. Ce ralliement à Horizons est analysé par certains journaux comme une réponse à des considérations locales. En effet, la presse remarque que plus tôt, Christelle Morançais, présidente du conseil régional des Pays-de-la-Loire, a également annoncé avoir rejoint le parti d’Édouard Philippe,. En réaction, Sylvain Maillard, le président du groupe Renaissance, lui demande de rendre ses bureaux et de renoncer à sa fonction de vice-président de l’office parlementaire d’évaluation des choix scientifiques et technologiques.

## Polémique
Après avoir invectivé la députée Mathilde Panot en la traitant de « folle » et de « poissonnière » au cours d'une séance parlementaire le 2 février, il est sanctionné le 9 février 2021 par la Conférence des présidents de l'Assemblée nationale d'un rappel à l'ordre avec inscription au procès-verbal, assorti d'une retenue d'un quart sur son indemnité de parlementaire, soit 1 405 euros sur le mois. Mathilde Panot avait appelé à une sanction contre lui : « c'est notre institution qui ne doit pas laisser passer ça. Il y a beaucoup trop de sexisme à l’Assemblée nationale. » Pierre Henriet avait présenté ses excuses à Mathilde Panot, mais en niant une dimension sexiste à son propos, affirmant qu'il avait voulu dénoncer un type de comportement comme il le fait également pour ses collègues masculins.

### Sources
1. ↑  « Informations parlementaires : office parlementaire d’évaluation des choix scientifiques et technologiques », Journal officiel de la République française,‎ 26 octobre 2023 (lire en ligne).